# Briquemesnil-Floxicourt
Briquemesnil-Floxicourt (picardisch: Briquemannier-Flèchcourt) ist eine nordfranzösische Gemeinde mit 342 Einwohnern (Stand 1. Januar 2022) im Département Somme in der Region Hauts-de-France. Die Gemeinde liegt im Arrondissement Amiens, ist Teil der Communauté de communes Somme Sud-Ouest und gehört zum Kanton Ailly-sur-Somme.

## Geographie
Briquemesnil liegt etwa fünf Kilometer östlich von Molliens-Dreuil sowie rund acht Kilometer südwestlich von Picquigny. Floxicourt liegt rund 1,5 km westlich von Briquemesnil.

## Geschichte
Im Jahr 1925 schlossen sich Briquemesnil und Floxicourt zu einer einheitlichen Gemeinde zusammen.

## Einwohner
| 1962 | 1968 | 1975 | 1982 | 1990 | 1999 | 2006 | 2011 |
| ---- | ---- | ---- | ---- | ---- | ---- | ---- | ---- |
| 138  | 136  | 143  | 173  | 182  | 153  | 158  | 169  |

## Verwaltung
Bürgermeister (maire) ist seit 2001 Jean-Jacques Stoter.

## Sehenswürdigkeiten
- zwei Friedhofskapellen
- Kirche Saint-Martin